# Psammisia chionantha
Psammisia chionantha är en ljungväxtart som beskrevs av Herman Otto Sleumer. Psammisia chionantha ingår i släktet Psammisia och familjen ljungväxter. Inga underarter finns listade i Catalogue of Life.